# Vöröshasú szaltator
A vöröshasú szaltator (Pseudosaltator rufiventris) a madarak osztályának verébalakúak (Passeriformes) rendjébe és a tangarafélék (Thraupidae) családjába tartozó Pseudosaltator nem egyetlen faja.

## Rendszerezése
A fajt Alcide d’Orbigny és Frédéric de Lafresnaye írták le 1837-ben, a Saltator nembe Saltator rufiventris néven. Szerepelt a Dubusia nemben is, mint Dubusia rufiventris. A Pseudosaltator nemet Kevin J. Burn, Philip Unitt és Nicholas A. Mason 2016-ban írták le és a fajt áthelyezték, de ezt még nem minden szervezet fogadja el. Magyar neve is lehet, hogy változni fog szaltatorról tangarára.

## Előfordulása
Az Andok keleti részén, Argentína és Bolívia területén honos. Természetes élőhelyei a szubtrópusi és trópusi hegyi esőerdők és magaslati cserjések, valamint szántóföldek. Állandó, nem vonuló faj.

## Megjelenése
Testhossza 22 centiméter.
|  |

## Életmódja
Főleg magvakkal táplálkozik.

## Természetvédelmi helyzete
Az elterjedési területe viszonylag kicsi, széttöredezett és csökken, egyedszáma szintén csökken. A Természetvédelmi Világszövetség Vörös listáján mérsékelten fenyegetett fajként szerepel.